# Марксизмът и националният въпрос
„Марксизмът и националният въпрос“ (на руски: «Марксизм и национальный вопрос») е теоретична статия на Йосиф Сталин, написана във Виена и публикувана през 1913 г.
След дадените положителни оценки за нея от страна на Ленин е призната за първата болшевишка разработка, в която аргументите на защитниците на „културно-националната автономия“ в лицето на австромарксизма са опровергани. Работата придобива известност сред руските марксисти, и оттогава Сталин започва да се смята за специалист по националните проблеми.